# 相良長綱
相良長綱（日语：さがらながつな，1847年—1904年），日本軍人及官員，首任臺東廳長及臺東國語傳習所創辦者。為日本完成東臺灣統治的主要人物，並為台灣原住民現代教育先驅。

## 生平
1847年鹿兒島出生，曾從軍並參與戊辰戰爭及西南戰爭。
1886年任日本文部省高等師範學校幹事，日本兼併琉球後，7月兼任沖繩縣師範學校校長，同時又擔任美里、越來、勝連與那城四個學區的視察，並於1887年編寫《沖繩縣教育之沿革》，還負責審查沖繩縣管轄內小學校教科用圖書。由於表現傑出，1888年被調任為文部省視學官及普通學務局第二課長。

### 恆春支廳長
1895年日軍佔領臺南，平定臺灣西部後，受臺灣總督樺山資紀之邀來臺，擔任恆春支廳長，創立恆春國語傳習所並兼任校長，並創建「豬勞束社分教場」，同年6月30日總督府授命臺東支廳官銜，準備征服東臺灣。他指出「一旦綏撫之端緒有誤，弊端將層出不窮，東部一帶將因此仍歸於不毛黑暗之蠻域，終使本島之經營受阻，故再三告諭唯有恆春蕃族之歸順，才能使我軍得以進出卑南台東。」並與豬朥束社頭目潘文杰緊密合作，將恆春的原住民部落歸順當作日本進出東部的起點。在潘文杰斡旋下，他說服有「卑南王」之稱的卑南社頭目陳達達、馬蘭社頭目谷拉斯·馬亨亨等東部部落領袖的歸順，訂立獲得互不侵犯的承諾後，開始準備東部征討。
1896年5月，他派副手中村雄助及潘文杰到卑南，協助卑南新街對抗劉德杓軍。在中村雄助及潘文杰斡旋下，卑南社與馬蘭社聯軍，並於5月24日在雷公火之役擊敗劉德杓率領的鎮海後軍，穩住臺東平原不受劉控制。隨後相良隨同日軍臺灣守備隊官兵自打狗港乘船，5月31日登陸卑南，對臺東官民招撫，並於新開園（今池上）、網綢社戰役消滅劉德杓所部，瓦解台灣最後的清朝正規武裝勢力。
1896年6月30日，臺灣總督府正式任命相良兼任臺南縣臺東支廳長。曾根俊虎離職後，1897年3月18日，兼任代理臺東撫墾署長。

### 臺東廳長
5月27日，臺東支廳獨立升格為臺東廳，相良成為首任臺東廳長。相良在臺東廳長任內首要政務為創設臺東國語傳習所（今臺東大學附設實驗小學），他爭取經費完成建校工作並兼任代理校長。同時設置卑南分教場及馬蘭分教場，3校於1897年11月3日同日舉行開學典禮，為臺灣東部最早的新式學校。此後他陸續設置奇萊分教場、大巴塱分教場、璞石閣分教場、薄薄分教場、知本分教場、大麻里分教場等校。
相良長綱提倡原住民的教育，並對原住民採取懷柔政策。他與臺東平原的各部落領袖合作，並由卑南大社、馬蘭社領袖馬亨亨協助勸服花東縱谷及東海岸各地部落，相繼平息麻荖漏事件、新城事件等原住民部落反抗。
1904年3月16日，獲日本政府賞勳局頒發敘勳四等授旭日小綬章。同日並獲得宮內省頒發「敘從五位」勳位。但不久後因流感併發症突發驟逝。

## 著作
- 《沖繩縣教育之沿革》

## 註解
1. ↑  松田吉郎. . 学校教育学研究. 1999年1月, 11: 59.
2. ↑  松田吉郎，《台湾原住民と日本語教育―日本統治時代台湾原住民教育史研究》(京都：晃洋書房，2004)
3. ↑  孟祥翰，《台東縣史開拓篇》（臺東：臺東縣政府，1997）
4. ↑  孟祥翰，〈台東東部的拓墾與發展——1874～1945〉（臺北：臺灣師範大學歷史學研究所碩士論文，1988）
5. ↑  松田吉郎. . 学校教育学研究. 1999年1月, 11: 54–56.
6. ↑  潘繼道，2015.10.30，〈相良長綱當政時期太魯閣族人與日方的互動（1896-1904）〉， 收於《第八屆臺日原住民族研究論壇太魯閣族抗日戰爭史學術研討會論文資料》 （秀林鄉公所指導，國立政治大學原住民族研究中心主辦、國立東華大學臺灣文化學系協辦），第三場次頁 1-19。

| 前任： 無（首任） | 臺東廳長 1897年5月27日－1904年3月23日 | 繼任： 森尾茂助 |